# Independent Spirit a la millor pel·lícula de parla no anglesa
L'Independent Spirit a la millor pel·lícula de parla no anglesa és un premi anual atorgat per l'associació nord-americana Film Independent, una organització sense ànims de lucre dedicada a la promoció del cinema independent.

## Llista de pel·lícules nominades i premiades

### Dècada del 1980
| Any  | Títol                       | Títol original              | País                 | Director         |
| ---- | --------------------------- | --------------------------- | -------------------- | ---------------- |
| 1985 | O Beijo da Mulher Aranhal   | O Beijo da Mulher Aranha    | Brasil               | Hector Babenco   |
| 1985 | Dreamchild                  | Dreamchild                  | Regne Unit           | Gavin Millar     |
| 1985 | The Hit                     | The Hit                     | Regne Unit           | Stephen Frears   |
| 1985 | Ran                         | Ran                         | Japó                 | Akira Kurosawa   |
| 1986 | Una habitació amb vista     | A Room With a View          | Regne Unit           | James Ivory      |
| 1986 | Up Series                   | Up Series                   | Regne Unit           | Paul Almond      |
| 1986 | Männer…                     | Männer…                     | Alemanya             | Doris Dörrie     |
| 1986 | Mona Lisa                   | Mona Lisa                   | Gran Bretanya        | Neil Jordan      |
| 1986 | La meva preciosa bugaderia  | My Beautiful Laundrette     | Gran Bretanya        | Stephen Frears   |
| 1987 | My Life as a Dogl           | Mitt liv som hund           | Suècia               | Lasse Hallström  |
| 1987 | Au revoir les enfants       | Au revoir les enfants       | França               | Louis Malle      |
| 1987 | Esperança i glòria          | Hope and Glory              | Regne Unit           | John Boorman     |
| 1987 | Prick Up Your Ears          | Prick Up Your Ears          | Regne Unit           | Stephen Frears   |
| 1987 | Tampopo                     | Tanpopo                     | Japó                 | Juzo Itami       |
| 1988 | Wings of Desire             | Der Himmel über Berlin      | Alemanya             | Wim Wenders      |
| 1988 | Bagdad Café                 | Bagdad Café                 | Alemanya             | Percy Adlon      |
| 1988 | The Kitchen Toto            | The Kitchen Toto            | Gran Bretanya        | Harry Hook       |
| 1988 | A World Apart               | A World Apart               | Regne Unit, Zimbabwe | Chris Menges     |
| 1988 | Yeelen                      | Yeelen                      | Mali                 | Souleymane Cissé |
| 1989 | My Left Foot                | My Left Foot                | Irlanda, Regne Unit  | Jim Sheridan     |
| 1989 | Distant Voices, Still Lives | Distant Voices, Still Lives | Regne Unit           | Terence Davies   |
| 1989 | Hanussen                    | Hanussen                    | Hongria, Àustria     | István Szabó     |
| 1989 | High Hopes                  | High Hopes                  | Regne Unit           | Mike Leigh       |
| 1989 | Rouge                       | Yānzhī kòu                  | Xina                 | Stanley Kwan     |

### Dècada del 1990
| Any  | Títol al festival                         | Títol original                            | País                                 | Director                            |
| ---- | ----------------------------------------- | ----------------------------------------- | ------------------------------------ | ----------------------------------- |
| 1990 | Sweetie                                   | Sweetie                                   | Austràlia                            | Jane Campion                        |
| 1990 | Black Rain                                | Kuroi ame                                 | Japó                                 | Shohei Imamura                      |
| 1990 | A City of Sadness                         | Bei qing cheng shi                        | Taiwan                               | Hou Hsiao-hsien                     |
| 1990 | The Cook, the Thief, His Wife & Her Lover | The Cook, the Thief, His Wife & Her Lover | Regne Unit i França                  | Peter Greenaway                     |
| 1990 | Freeze Die Come to Life                   | Zamri, umri, voskresni!                   | Rússia                               | Vitali Kanevsky                     |
| 1991 | An Angel at My Table                      | An Angel at My Table                      | Regne Unit, Nova Zelanda i Austràlia | Jane Campion                        |
| 1991 | The Double Life of Véronique              | The Double Life of Véronique              | França, Polònia                      | Krzysztof Kieślowski                |
| 1991 | Life Is Sweet                             | Life Is Sweet                             | Regne Unit                           | Mike Leigh                          |
| 1991 | Requiem for Dominic                       | Requiem für Dominik                       | Àustria, França, Romania             | Robert Dornhelm                     |
| 1991 | Taxi Blues                                | Такси-блюз (Taksi-Blius)                  | Rússia                               | Pavel Lungin                        |
| 1992 | Joc de llàgrimes                          | The Crying Game                           | Regne Unit i Japó                    | Neil Jordan                         |
| 1992 | Close to Eden                             | Urga                                      | Rússia                               | Nikita Mikhalkov                    |
| 1992 | Danzon                                    | Danzón                                    | Mèxic i Espanya                      | Maria Novaro                        |
| 1992 | Retorn a Howards End                      | Howards End                               | Regne Unit                           | James Ivory                         |
| 1992 | Raise the Red Lantern                     | Dà Hóng Dēnglóng Gāogāo Guà               | Xina i Taiwan                        | Zhang Yimou                         |
| 1993 | El piano                                  | The Piano                                 | Nova Zelanda, Austràlia i França     | Jane Campion                        |
| 1993 | Like Water for Chocolate                  | Como agua para chocolate                  | Mèxic                                | Alfonso Arau                        |
| 1993 | Naked                                     | Naked                                     | Gran Bretanya                        | Mike Leigh                          |
| 1993 | Orlando                                   | Orlando                                   | Regne Unit                           | Sally Potter                        |
| 1993 | The Story of Qiu Ju                       | Qiu Ju da guan si                         | Xina i Hong Kong                     | Zhang Yimou                         |
| 1994 | Tres colors: Vermell                      | Trois couleurs: Rouge                     | Polònia i França                     | Krzysztof Kieślowski                |
| 1994 | The Blue Kite                             | Lán fēngzheng                             | Xina i Hong Kong                     | Tian Zhuangzhuang                   |
| 1994 | The Boys of St. Vincent                   | The Boys of St. Vincent                   | Canadà                               | John N. Smith                       |
| 1994 | Ladybird, Ladybird                        | Ladybird, Ladybird                        | Regne Unit                           | Ken Loach                           |
| 1994 | Thirty Two Short Films About Glenn Gould  | Thirty Two Short Films About Glenn Gould  | França i Regne Unit                  | François Girard                     |
| 1995 | Before the Rain                           | Пред дождот (Pred doždot)                 | Macedònia                            | Milcho Manchevski                   |
| 1995 | The City of Lost Children                 | La cité des enfants perdus                | França                               | Jean-Pierre Jeunet                  |
| 1995 | Exotica                                   | Exotica                                   | Canadà                               | Atom Egoyan                         |
| 1995 | I Am Cuba                                 | Soy Cuba                                  | Cuba, Unió Soviètica                 | Mikhail Kalatozov                   |
| 1995 | Through the Olive Trees                   | Zire darakhatan zeyton                    | Iran                                 | Abbas Kiarostami                    |
| 1996 | Secrets and Lies                          | Secrets and Lies                          | Regne Unit                           | Mike Leigh                          |
| 1996 | Breaking the Waves                        | Breaking the Waves                        | Dinamarca                            | Lars von Trier                      |
| 1996 | Chungking Express                         | Chung Hing sam lam                        | Hong Kong                            | Wong Kar-wai                        |
| 1996 | Lamerica                                  | Lamerica                                  | Itàlia                               | Gianni Amelio                       |
| 1996 | Trainspotting                             | Trainspotting                             | Regne Unit                           | Danny Boyle                         |
| 1997 | The Sweet Hereafter                       | The Sweet Hereafter                       | Canadà                               | Atom Egoyan                         |
| 1997 | Happy Together                            | Chun gwong cha sit                        | Hong Kong                            | Wong Kar-wai                        |
| 1997 | Mouth to Mouth                            | Boca a boca                               | Espanya                              | Manuel Gómez Pereira                |
| 1997 | Nenette and Boni                          | Nénette et Boni                           | França                               | Claire Denis                        |
| 1997 | Underground                               | одземље (Podzemlie)                       | Iugoslàvia                           | Emir Kisturica                      |
| 1998 | The Celebration                           | Festen                                    | Dinamarca                            | Thomas Vinterberg                   |
| 1998 | Central Station                           | Central do Brasil                         | Brasil                               | Walter Salles                       |
| 1998 | The Eel                                   | Unagi                                     | Japó                                 | Shohei Imamura                      |
| 1998 | Fireworks                                 | Hana-bi                                   | Japó                                 | Takeshi Kitano                      |
| 1998 | El general                                | The General                               | Irlanda                              | John Boorman                        |
| 1999 | Run Lola Run                              | Lola rennt                                | Alemanya                             | Tom Tykwer                          |
| 1999 | All About My Mother                       | Todo sobre mi madre                       | Espanya                              | Pedro Almodóbar                     |
| 1999 | My Son the Fanatic                        | My Son the Fanatic                        | Regne Unit                           | Udayan Prasad                       |
| 1999 | Rosetta                                   | Rosetta                                   | Bèlgica                              | Jean-Pierre Dardenne i Luc Dardenne |
| 1999 | Topsy-Turvy                               | Topsy-Turvy                               | Regne Unit                           | Mike Leigh                          |

### Dècada del 2000
| Any  | Pel·lícula                        | Títol original                      | Director                              | País                                     |
| ---- | --------------------------------- | ----------------------------------- | ------------------------------------- | ---------------------------------------- |
| 2000 | Dancer in the Dark                | Danser i mørket                     | Lars von Trier                        | Denmark                                  |
| 2000 | In the Mood for Love              | Fa yeung nin wa                     | Wong Kar-wai                          | France/ Hong Kong                        |
| 2000 | Malli                             | Malli                               | Santosh Sivan                         | India                                    |
| 2000 | A Time for Drunken Horses         | Zamani barayé masti asbha           | Bahman Ghobadi                        | Iran                                     |
| 2000 | The War Zone                      | The War Zone                        | Tim Roth                              | UK                                       |
| 2001 | Amélie                            | Le fabuleux destin d'Amélie Poulain | Jean-Pierre Jeunet                    | France                                   |
| 2001 | Amores perros                     | Amores perros                       | Alejandro González Iñárritu           | Mexico                                   |
| 2001 | Lumumba                           | Lubumba                             | Raoul Peck                            | Belgium/ France/ Germany/ Haiti          |
| 2001 | Sexy Beast                        | Sexy Beast                          | Jonathan Glazer                       | UK/ Spain                                |
| 2001 | Together                          | Tillsammans                         | Lukas Moodysson                       | Sweden/ Denmark/ Italy                   |
| 2002 | Y tu mamá también                 | Y Tu Mamá También                   | Alfonso Cuarón                        | Mexico                                   |
| 2002 | Atanarjuat: The Fast Runner       | Atanarjuat                          | Zacharias Kunuk                       | Canada                                   |
| 2002 | Time Out                          | L'emploi du temps                   | Laurent Cantet                        | France                                   |
| 2002 | Bloody Sunday                     | Bloody Sunday                       | Paul Greengrass                       | Ireland/ UK                              |
| 2002 | La pianista                       | La pianiste                         | Michael Haneke                        | France                                   |
| 2003 | Whale Rider                       | Whale Rider                         | Niki Caro                             | New Zealand/ Germany                     |
| 2003 | City of God                       | Cidade de Deus                      | Fernando Meirelles                    | Brazil                                   |
| 2003 | Lilya 4-Ever                      | Lilja 4-ever                        | Lukas Moodysson                       | Denmark                                  |
| 2003 | The Magdalene Sisters             | The Magdalene Sisters               | Peter Mullan                          | UK/ Ireland                              |
| 2003 | The Triplets of Belleville        | Les triplettes de Belleville        | Sylvain Chomet                        | France/ Canada/ Belgium                  |
| 2004 | The Sea Inside                    | Mar Adentro                         | Alejandro Amenabar                    | Spain                                    |
| 2004 | Oasis                             | Oasiseu                             | Lee Chang-dong                        | South Korea                              |
| 2004 | Bad Education                     | La mala educación                   | Pedro Almodóvar                       | Spain                                    |
| 2004 | Red Lights                        | Feux rouges                         | Cédric Kahn                           | France                                   |
| 2004 | Yesterday                         | Yesterday                           | Darrell Roodt                         | South Africa                             |
| 2005 | Paradise Now                      | Paradise Now                        | Hany Abu-Assad                        | Palestine/ Netherlands/ Germany/ France  |
| 2005 | La mort del senyor Lazarescu      | Moartea domnului Lazarescu          | Cristi Puiu                           | Romania                                  |
| 2005 | Temporada de patos                | Temporada de patos                  | Fernando Eimbcke                      | Mexico                                   |
| 2005 | Head-On                           | Gegen die Wand                      | Fatih Akın                            | Germany/ Turkey                          |
| 2005 | Tony Takitani                     | Tony Takitani                       | Jun Ichikawa                          | Japan                                    |
| 2006 | The Lives of Others               | Das Leben der Anderen               | Florian Henckel von Donnersmarck      | Germany                                  |
| 2006 | 12:08 East of Bucharest           | A fost sau n-a fost?                | Corneliu Porumboiu                    | Romania                                  |
| 2006 | The Blossoming of Maximo Oliveros | Ang pagdadalaga ni Maximo Oliveros  | Auraeus Solito                        | Philippines                              |
| 2006 | Chronicle of an Escape            | Crónica de una fuga                 | Israel Adrián Caetano                 | Argentina                                |
| 2006 | Days of Glory                     | Indigènes                           | Rachid Bouchareb                      | France/ Morocco/ Algeria/ Belgium/ Japan |
| 2007 | Once                              | Once                                | John Carney                           | Ireland                                  |
| 2007 | 4 Months, 3 Weeks and 2 Days      | 4 luni, 3 saptamini si 2 zile       | Cristian Mungiu                       | Romania                                  |
| 2007 | The Band's Visit                  | Bikur Ha-Tizmoret                   | Eran Kolirin                          | France/ Israel/ USA                      |
| 2007 | Lady Chatterley                   | Lady Chatterley                     | Pascale Ferran                        | Belgium/ France                          |
| 2007 | Persepolis                        | Persepolis                          | Marjane Satrapi and Vincent Paronnaud | France/ USA                              |
| 2008 | The Class                         | Entre les murs                      | Laurent Cantet                        | France                                   |
| 2008 | Gomorrah                          | Gomorra                             | Matteo Garrone                        | Italy                                    |
| 2008 | Hunger                            | Hunger                              | Steve McQueen                         | Ireland/ UK                              |
| 2008 | The Secret of the Grain           | La graine et le mulet               | Abdellatif Kechiche                   | France                                   |
| 2008 | Silent Light                      | Stellet licht                       | Carlos Reygadas                       | France/ Germany/ Netherlands/ Mexico     |
| 2009 | An Education                      | An Education                        | Lone Scherfig                         | UK                                       |
| 2009 | Everlasting Moments               | Maria Larssons eviga ögonblick      | Jan Troell                            | Sweden                                   |
| 2009 | The Maid                          | La nana                             | Sebastián Silva                       | Chile                                    |
| 2009 | Mother                            | Madeo                               | Bong Joon-ho                          | South Korea                              |
| 2009 | A Prophet                         | Un prophète                         | Jacques Audiard                       | France                                   |

### Dècada del 2010
| Any  | Pel·lícula                                       | Títol original                                     | Director                     | País                          |
| ---- | ------------------------------------------------ | -------------------------------------------------- | ---------------------------- | ----------------------------- |
| 2010 | The King's Speech                                | The King's Speech                                  | Tom Hooper                   | Regne Unit                    |
| 2010 | Kisses                                           | Kisses                                             | Lance Daly                   | Irlanda                       |
| 2010 | Mademoiselle Chambon                             | Mademoiselle Chambon                               | Stéphane Brizé               | França                        |
| 2010 | Of Gods and Men                                  | Des hommes et des dieux                            | Xavier Beauvois              | Marroc/ França                |
| 2010 | Uncle Boonmee Who Can Recall His Past Lives      | Loong Boonmee raleuk chat                          | Apichatpong Weerasethakul    | Tailàndia                     |
| 2011 | A Separation                                     | Jodaeiye Nader az Simin                            | Asghar Farhadi               | Iran                          |
| 2011 | The Kid with a Bike                              | Le gamin au vélo                                   | Jean-Pierre and Luc Dardenne | Bèlgica                       |
| 2011 | Shame                                            | Shame                                              | Steve McQueen                | Regne Unit                    |
| 2011 | Melancholia                                      | Melancholia                                        | Lars von Trier               | Dinamarca                     |
| 2011 | Tyrannosaur                                      | Tyrannosaur                                        | Paddy Considine              | Regne Unit                    |
| 2012 | Amour                                            | Amour                                              | Michael Haneke               | Àustria/ França/ Alemanya     |
| 2012 | Once Upon a Time in Anatolia                     | Bir zamanlar Anadolu'da                            | Nuri Bilge Ceylan            | Turquia/ Bòsnia i Herzegovina |
| 2012 | Rust and Bone                                    | De rouille et d'os                                 | Jacques Audiard              | França/ Bèlgica               |
| 2012 | Sister                                           | L'enfant d'en haut                                 | Ursula Meier                 | França/ Suïssa                |
| 2012 | War Witch                                        | Rebelle                                            | Kim Nguyen                   | Canadà                        |
| 2013 | Blue Is the Warmest Colour                       | La vie d'Adèle                                     | Abdellatif Kechiche          | França                        |
| 2013 | Gloria                                           | Gloria                                             | Sebastian Lelio              | Xile                          |
| 2013 | The Great Beauty                                 | La grande bellezza                                 | Paolo Sorrentino             | Itàlia                        |
| 2013 | The Hunt                                         | Jagten                                             | Thomas Vinterberg            | Dinamarca                     |
| 2013 | A Touch of Sin                                   | Tian zhu ding                                      | Jia Zhangke                  | Xina                          |
| 2014 | Ida                                              | Ida                                                | Paweł Pawlikowski            | Polònia                       |
| 2014 | Force Majeure                                    | Turist                                             | Ruben Östlund                | Suècia                        |
| 2014 | Leviathan                                        | Leviafan                                           | Andrey Zvyagintsev           | Rússia                        |
| 2014 | Mommy                                            | Mommy                                              | Xavier Dolan                 | Canadà                        |
| 2014 | Norte, the End of History                        | Norte, hangganan ng kasaysayan                     | Lav Diaz                     | Filipines                     |
| 2014 | Under the Skin                                   | Under the Skin                                     | Jonathan Glazer              | Regne Unit                    |
| 2015 | Son of Saul                                      | Saul Fia                                           | László Nemes                 | Hongria                       |
| 2015 | Embrace of the Serpent                           | El abrazo de la serpiente                          | Ciro Guerra                  | Colòmbia                      |
| 2015 | Girlhood                                         | Bande de fillies                                   | Céline Sciamma               | França                        |
| 2015 | A Pigeon Sat on a Branch Reflecting on Existence | En duva satt på en gren och funderade på tillvaron | Roy Andersson                | Suècia                        |
| 2015 | Mustang                                          | Mustang                                            | Deniz Gamze Ergüven          | França/ Turquia               |
| 2016 | Toni Erdmann                                     | Toni Erdmann                                       | Maren Ade                    | Alemanya/ Romania             |
| 2016 | Aquarius                                         | Aquarius                                           | Kleber Mendonça Filho        | Brasil                        |
| 2016 | Chevalier                                        | Chevalier                                          | Athina Rachel Tsangari       | Grècia                        |
| 2016 | My Golden Days                                   | Trois souvenirs de ma jeunesse                     | Arnaud Desplechin            | França                        |
| 2016 | Under the Shadow                                 | Zir-e Sayeh                                        | Babak Anvari                 | Iran/ Regne Unit              |
| 2017 | A Fantastic Woman                                | Una mujer fantástica                               | Sebastián Lelio              | Xile                          |
| 2017 | BPM (Beats per Minute)                           | 120 battements par minute                          | Robin Campillo               | França                        |
| 2017 | I Am Not a Witch                                 | I Am Not a Witch                                   | Rungano Nyoni                | Regne Unit                    |
| 2017 | Lady Macbeth                                     | Lady Macbeth                                       | William Oldroyd              | Regne Unit                    |
| 2017 | Loveless                                         | Nelyubov                                           | Andrey Zvyagintsev           | Rússia                        |
| 2018 | Roma                                             | Roma                                               | Alfonso Cuarón               | Mèxic                         |
| 2018 | Burning                                          | Beoning                                            | Lee Chang-dong               | Corea del Sud                 |
| 2018 | Happy as Lazzaro                                 | Lazzaro felice                                     | Alice Rohrwacher             | Itàlia                        |
| 2018 | Shoplifters                                      | Manbiki Kazoku                                     | Hirokazu Kore-eda            | Japó                          |
| 2018 | The Favourite                                    | The Favourite                                      | Yorgos Lanthimos             | Regne Unit                    |
| 2019 | Paràsits                                         | 기생충 / Gisaengchung                              | Bong Joon-ho                 | Corea del Sud                 |
| 2019 | A Vida Invisível                                 | A Vida Invisível                                   | Karim Aïnouz                 | Brasil                        |
| 2019 | Els miserables                                   | Les Misérables                                     | Ladj Ly                      | França                        |
| 2019 | Retrat d'una dona en flames                      | Portrait de la jeune fille en feu                  | Céline Sciamma               | França                        |
| 2019 | Retablo                                          | Retablo                                            | Alvaro Delgado-Aparicio      | Perú                          |
| 2019 | The Souvenir                                     | The Souvenir                                       | Joanna Hogg                  | Regne Unit                    |

### Dècada del 2020
| Any  | Pel·lícula                                                | Títol original                                      | Director                                  | País                                                                   |
| ---- | --------------------------------------------------------- | --------------------------------------------------- | ----------------------------------------- | ---------------------------------------------------------------------- |
| 2020 | Quo Vadis, Aida?                                          | Quo Vadis, Aida?                                    | Jasmila Žbanić                            | Bòsnia i Herzegovina                                                   |
| 2020 | Bacurau                                                   | Bacurau                                             | Kleber Mendonça Filho i Juliano Dornelles | Brasil                                                                 |
| 2020 | The Disciple                                              | The Disciple                                        | Chaitanya Tamhane                         | India                                                                  |
| 2020 | Night of the Kings                                        | La Nuit des rois                                    | Philippe Lacôte                           | Costa d'Ivori                                                          |
| 2020 | Preparations to Be Together for an Unknown Period of Time | Felkészülés meghatározatlan ideig tartó együttlétre | Lili Horvát                               | Hongria                                                                |
| 2021 | Drive My Car                                              | ドライブ・マイ・カー / Doraibu mai kā               | Ryusuke Hamaguchi                         | Japó                                                                   |
| 2021 | Compartment No. 6                                         | Hytti nro 6 / Купе номер шесть                      | Juho Kuosmanen                            | Finlàndia i Rússia                                                     |
| 2021 | Madres paralelas                                          | Madres paralelas                                    | Pedro Almodóvar                           | Espanya                                                                |
| 2021 | Pebbles                                                   | கூழாங்கல் / Koozhangal                                  | P.S. Vinothraj                            | India                                                                  |
| 2021 | Petite Maman                                              | Petite Maman                                        | Céline Sciamma                            | França                                                                 |
| 2021 | Prayers for the Stolen                                    | Noche de fuego                                      | Tatiana Huezo                             | Mèxic                                                                  |
| 2022 | Joyland                                                   | Joyland                                             | Saim Sadiq                                | Plantilla:Country data Paquistan, Estats Units                         |
| 2022 | L'emperadriu rebel                                        | Corsage                                             | Marie Kreutzer                            | Àustria, Luxemburg, Plantilla:Country data Francça, Itàlia, Regne Unit |
| 2022 | Leonor Will Never Die                                     | Ang Pagbabalik ng Kwago                             | Martika Ramirez Escobar                   | Filipines                                                              |
| 2022 | Return to Seoul                                           | Retour à Séoul                                      | Davy Chou                                 | Corea del Sud, França, Bèlgica, Romania                                |
| 2022 | Saint Omer                                                | Saint Omer                                          | Alice Diop                                | France                                                                 |